# 伊薩姆·尼瑪
伊薩姆·尼瑪（1979年4月8日—）是一名阿爾及利亞田徑運動員，曾代表國家參加2012年倫敦奧運的男子三級跳遠比賽，但未能獲獎。

## 外部連結
- 伊薩姆·尼瑪在的頁面